# 骨膜炎
骨膜炎（こつまくえん、英: periostitis）は、骨の周囲に存在する骨膜に炎症が起こった病気。主な原因は細菌感染や骨への過重負荷などである。

## 整形外科領域での骨膜炎
整形外科診療でよくみられる骨膜炎は、シンスプリント（脛骨過労性骨膜炎）である。シンスプリントは運動時や運動後に、下腿部の内側に痛みを生じる病気である。詳細は当該項目を参照のこと。
ほかに化膿性骨膜炎などの病態が存在する。

## 歯科領域での骨膜炎
歯科領域では、顎骨骨膜炎がよく知られる。う歯や歯周病が原因となりうる。

## 獣医学領域での骨膜炎
競走馬では前脚の第3中手骨（管骨）に起こる管骨骨膜炎（ソエ）が知られる。競走馬#競走馬の疾病・負傷も参照のこと。